# アウトマート

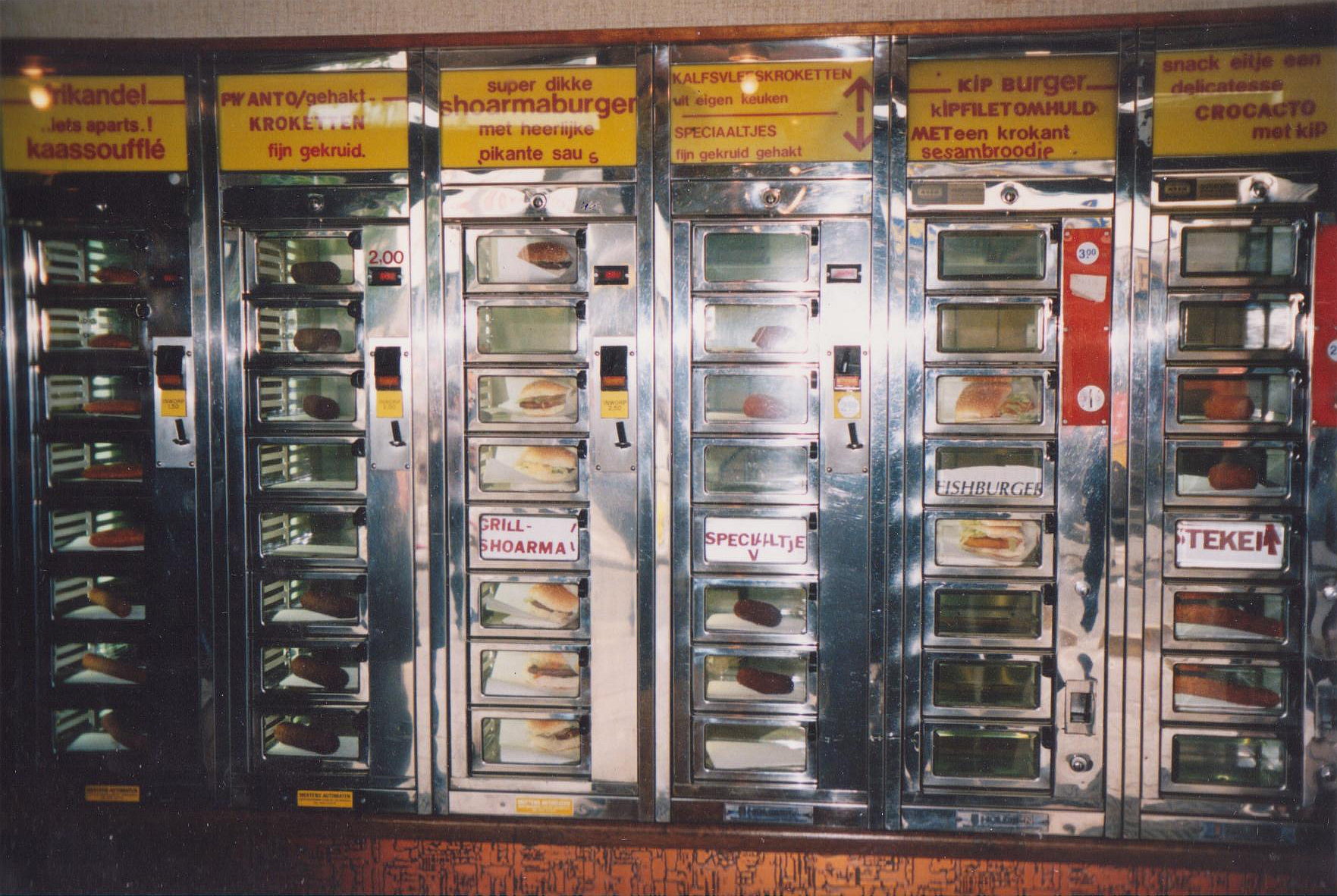
一般的なアウトマート

アウトマート（独：Automat）は、自動販売機を利用したレストラン。派生した形態のレストラン等も記述する。

## アウトマート（ドイツ）
ドイツでは、19世紀後半から自動販売機の開発が進んだ。そういた背景の中で1895年、ベルリン市内で調理済みの食品を自動販売機で提供するアウトマートが出現し、人気を博した。

## オートマット（アメリカ）
1900年、ドイツを旅行していたアメリカ合衆国の実業家が、ベルリンのアウトマートをたまたま訪問。アウトマートはアメリカでも通用すると考え、1902年にフィラデルフィア市内に、ドイツの販売形式を模倣したオートマット1号店を開業。全米各地に店舗網を広げた。当時の自動販売機は、硬貨を機械に投入すると小さく仕切られたショーケースの扉が開けられるようになっており、食物を取り出せる引き出し形式のものであった。
アメリカのオートマットは、後に隆盛するファストフード店との競合を余儀なくされ漸減傾向となり、1991年にニューヨーク店を最後に閉店となったが、15年後の2006年8月29日、イースト・ビレッジに「BAMN!（バムン！）」がオープン。おしゃれな店内になっている。ちなみにオートマットが使用していた創業当時の販売機は、スミソニアン博物館に展示されている。

## オートパーラー（日本）
1962年3月、日本の西武百貨店がアメリカのオートマットをベースにした自動販売機によるレストランを店舗内に設置した。サンドイッチのほかおにぎりなどの和食も販売品目に取り込んでおり、当時、商品化されたばかりの電子レンジも備え付けられていた。当初は、もの珍しさで注目を集めたが、1年半ほどで撤退を余儀なくされた。